# Bernt Balchen
Bernt Balchen, DFC, (23 d'octubre de 1899 - 17 d'octubre de 1973) va ser un geògraf polar noruec - nord-americà i pioner de l'aviació. Durant el seu servei en les Forces Aèries de l'Exèrcit dels Estats Units a la Segona Guerra Mundial es va utilitzar la seva experiència àrtica per ajudar les potències aliades a Escandinàvia i nord d'Europa. Durant la postguerra, continu sent un líder influent en la USAF, així com un prestigiós consultor privat.

## Primers anys
Va néixer a la granja Myren a Tveit, als afores de Kristiansand, Noruega. Balchen va servir en la cavalleria de l'Exèrcit de Finlàndia contra Rússia durant la Primera Guerra Mundial abans d'esdevenir pilot al Servei Aeri de la Real Armada Noruega a 1921 on va adquirir les seves experiències inicials en vols àrtics.

## Aviació
A 1925, Bernt Balchen va ser un dels pilots de l'expedició Amundsen-Ellsworth a Spitsbergen i l'any següent, va ser membre de l'expedició de Amundsen-Ellsworth-Nobile a l'Àrtida, un intent de sobrevolar l'Pol Nord. En una decisió d'última hora d'Amundsen, Balchen no va ser triat per realitzar l'últim vol. Posteriorment, en la seva autobiografia de 1958, Balchen va mantenir que els competidors d'Amundsen, Richard E. Byrd i Floyd Bennett, havien fracassat en el seu propi intent de sobrevolar el pol realitzat uns dies abans. Balchen basava aquesta afirmació en els càlculs que el va fer de les dades de navegació i velocitat dels avions.
Sota el patrocini de Joseph Wanamaker, a 1926, Balchen, com a copilot i navegador de Floyd Bennett, va volar al Fokker Trimotor "Josephine Ford" 'en una gira per més de 50 ciutats nord-americanes, com a forma de promocionar l'aviació comercial com una forma de transport segura, fiable i pràctica. Després de la gira Balchen va ser contractat per Anthony Fokker com a pilot de proves per Fokker Aircraft a l'aeroport Teterboro de Nova Jersey.
A 1927, Balchen, com a copilot de Bert Acosta, amb l'enginyer de vol George Noville i Richard E. Byrd de navegador i organitzador de vol, van realitzar el primer vol experimental de correu aeri per al Servei Postal dels Estats Units, un Fokker Trimotor, amb el qual van creuar l'Atlàntic. A causa que Acosta, no tenia experiència en vols guiant només pels instruments, i al mal temps que van trobar, Balchen realitzar gairebé tot el vol. El mal temps, i l'escassa visibilitat, els van impedir aterrar a París malgrat realitzar diversos intents. Quan el nivell de combustible de l'avió, va començar a ser preocupant, el va dirigir cap a la costa oest de França i va aterrar l'aeroplano al mar, prop de la costa de França, sense que hi hagués ferits a la tripulació.
Entre el 28 i el 29 de novembre de 1929, Balchen, va volar amb un trimotor Ford 4-AT modificat, amb el qual es va convertir en la primera persona a sobrevolar el pol Sud. Va estar acompanyat per Harold juny, com a copilot i operador de ràdio; Ashley McKinley, com a fotògraf, i Richard E. Byrd, com a navegador i organitzador de l'expedició antàrtica.
A causa de la seva reputació com a aviador expert en vols polars i transatlàntics, Balchen va ser contractat a 1931 per l'aviadora Amelia Earhart com a conseller tècnic per planejar un vol transatlàntic en solitari. En un intent per confondre la premsa, Earhart va començar les reparacions sobre un Lockheed Vega que es va assumir seria perquè Balchen realitzés un vol antàrtic. Balchen va traslladar el Vega a la fàbrica de Fokker Aircraft Company a Hasbrouck Heights, Nova Jersey. Allà, al costat dels mecànics Frank Nagle i Eddie Gorski reacondicionaren l'avió per preparar-lo pel vol. El fuselatge, va ser reforçat per suportar els tanc extres de combustible, que li donaven una capacitat total de 1590 litres (420 galons) de combustible, també se li van instal·lar instruments addicionals. Després de realitzar les modificacions, Earhart va volar amb el Vega amb èxit creuant l'Atlàntic el 20 de maig de 1932.

## Segona Guerra Mundial
Durant la Segona Guerra Mundial, Balchen va ser responsable del camp d'entrenament per a pilots exiliats de Noruega, "petita Noruega", als afores de Toronto, (Ontario), Canadà. Posteriorment, durant la guerra, com coronle del USAAF, va supervisar l'establiment de la base polar de la USAAF a Qaanaaq, Groenlàndia, la base aèria Sondre Stromfjord, després coneguda com a "Bluie West Eight," que va ser utilitzada per transportar avions de combat a Europa. Entre setembre de 1941 i novembre de 1943, Balchen entrenar al seu personal en tècniques de supervivència en temps fred, i tècniques de rescat, les quals els van permetre efectuar rescats espectaculars sobre de pilots derrocats sobre la capa de gel de Groenlàndia.
El 7 de maig de 1943, Balchen va liderar amb èxit un bombardeig que va destruir l'únic lloc alemany a Groenlàndia, un estació meteorològica i una bateria antiaèria a la costa est de Groenlàndia. La seva destrucció va obstaculitzar la capacitat alemanya de predir el temps a l'Atlàntic nord i Europa.
Posteriorment, Balchen va ser traslladat al teatre d'operacions d'Europa, a la base aèria de Luleå - Kallax al nord de Suècia. Va ajudar a preparar rutes d'escapament entre el Regne Unit i Suècia, ia negar la superioritat aèria a la zona de la Luftwafe. Des de març a desembre de 1944, Balchen va preparar una operació de tranprte aeri per evacuar 2.000 noruecs, 900 nord-americans internats i 150 internats d'altres nacionalitats des Suècia.
Balchen també va comandar una operació de transport clandestí aeri. Des de Juliol a octubre de 1944, 64 tones de material, van ser traslladats des Escòcia a Noruega ocupada. Entre novembre de 1944 i abril de 1945, va transportar 200 tones d'equipament àrtic i equips des Anglaterra a Suècia. Durant l'hivern de 1945, utilitzant avions C-47 Skytrain, va introduir equips de comunicacions a Noruega que van ser d'inestimable valor per als serveis d'intel·ligència aliats.

## Postguerra
Des de novembre de 1948 a gener de 1951, va estar al comandament del 10th Rescue Squadron de la USAF, que tenia la seva base a Alaska. Balchen va anar directament responsible de l'adquisició dels DHC-2 Beaver, que es van convertir en els principals avions de rescat a l'Àrtida. Al maig de 1949, mentre comandava el 10th Rescue Squadron, va volar amb un C-54 Skymaster de Fairbanks, Alaska a la base aèria de Thule (Groenlàndia) via Pol Nord, convertint-se en la primera persona a volar sobre els dos pols.
Balchen va ser el principal responsible del desplegament de la base aèria de Thule, Groenlàndia, construïda en secret a 1951 sota condicions climatològiques extremes, per servir d'impediment a una possible agressió soviètica durant la Guerra Freda.
Després de retirar de la USAF a 1956, el coronel Balchen continuar prestant serveis a la força aèria en assignacions especials i com a consultor. En el seu Noruega natal, Balchen va ser un dels impulsors de Det Norske Luftfartselskap (DNL) ("La companyia d'aerolínies de Noruega"), la qual va ser pionera a efectuar vols comercials d'aerolínies Europa ↔ Estats Units a través del Pol Nord. D.N.L. posteriorment, aquesta aerolínia, es va unir a les aerolínies sueca i finlandesa a Scandinavian Airlines.
Balchen continuar treballant en la seva consultoria fins a la seva mort el 1973 a Mount Kisco, Nova York.

## Honors i tributs
Balchen, va rebre els següents honors:
- La Medalla de Serveis Distingits (Estats Units)
- La Legió del Merito (Estats Units)
- La Creu de Vol Distingit (Estats Units)
- Medalla de l'Aire (Estats Units)
- Va rebre el títol de cavaller de l'Real Ordre Noruega de Sant. Olav. (La més alta condecoració noruega)
- Medalla de la Campanya Americana (Estats Units)
- Medalla de la campanya del Mig Est-Àfrica-Europa (Estats Units)
- Medalla de la Victòria de la Segona Guerra Mundial (Estats Units)
- Medalla del Servei de Defensa Nacional (Estats Units)

Balchen, a la seva mort, es va convertir en un dels pocs nascuts a Noruega en reposar al Cementiri Nacional d'Arlington. Les seves restes, reposen en la Secció 2, tomba nombre 4969, a la dreta de l'Almirall Byrd.